# Імпульсно-кодова модуляція

Принцип кодування аналогового сигналу при ІКМ

І́мпульсно-ко́дова модуля́ція (ІКМ або PCM — англ. Pulse Code Modulation) — процес перетворення аналогового сигналу на цифровий сигнал, коли через певні інтервали часу беруться відліки рівня аналогового сигналу і незалежно один від одного квантуються і далі кодуються числами. ІКМ використовується для оцифровування аналогових сигналів перед їх передаванням. Практично всі види аналогових даних (відео, голос, музика, дані телеметрії) допускають застосування ІК-модуляції.

## Модуляція
Щоб одержати на вході каналу зв'язку (передавальний кінець) ІК-модульований сигнал з аналогового, амплітуду аналогового сигналу вимірюють через рівні проміжки часу. Кількість оцифрованих значень на секунду (або швидкість оцифровування) кратна максимальній частоті (Гц) у спектрі аналогового сигналу. Миттєве виміряне значення аналогового сигналу округлюється до найближчого цілого. Цей процес називається квантуванням, а кількість рівнів завжди береться кратною степеню двійки, наприклад, 8, 16, 32 або 64. Номер рівня можна відповідно подати двійковим словом з 3, 4, 5 або 6 бітів:283. Таким чином, на виході модулятора отримуємо послідовність бітів (0 або 1).

## Демодуляція
На приймальному кінці каналу зв'язку демодулятор перетворює послідовність бітів на імпульси з тим самим рівнем квантування, що використовував модулятор. Ці імпульси надходять на ЦАП, що складається з пристрою декодування, який перетворює прийняту закодовану послідовність на квантовану послідовність відліків, а також зі згладжувального фільтра, що відновлює переданий аналоговий сигнал за квантованими значеннями відліків.

## Різновиди
Різновидами ІКМ є:
- Диференціальна (або дельта) імпульсно-кодова модуляція (ДІКМ), за якої кодується різниця рівня сигналу між поточним і попереднім значеннями. Для звукових даних такий тип модуляції зменшує необхідну кількість біт на відлік приблизно на 25 %.
- Адаптивна ДІКМ (АДІКМ) є різновидом ДІКМ зі змінним кроком квантування, що дозволяє ще зменшити вимоги до смуги пропускання за заданого співвідношення сигнал/шум.
- Цифрова широтно-імпульсна модуляція є різновидом дворівневої ІКМ.